# حزمة شعاعية

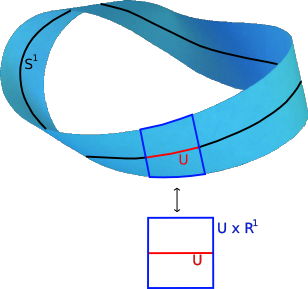

في الرياضيات, الحزمة الشعاعية (بالإنجليزية: vector bundle)‏ هي بنية طوبولوجية تسمح لنا بتحديد فكرة أسرة من الفضاءات الشعاعية المرتبطة بفضاء آخر X (الفضاء X يمكن أن يكون مثلا فضاء طوبولوجي أو متعدد شعب أو منوعة جبرية): نربط كل نقطة x من الفضاء X بفضاء شعاعي (V(x بحيث تشكل الفضاءات الشعاعية مع بعضها فضاء آخر من نفس نوع الفضاء X أي (فضاء طبولوجي أو متعددة تنوع أو منوعة جبرية)وهذا ما يدعى بحزمة شعاعية فوق X.
وأبسط مثال على ذلك هو حالة أسرة الفضاءات الشعاعية تكون ثابتة، أي يوجد فضاء شعاعي ثابت V حيث أن: V(x) = V من أجل أي x من X. في هذه الحالة لدينا نسخة من V لكل نقطة x من X وهذه النسخ مجتمعة تشكل الحزمة الشعاعية X×V فوق X. مثل هذه الحزمة الشعاعية تدعى حزمة مبتذلة.
كمثال أكثر تعقيدا لنأخذ حزمة المماس فوق متعدد شعب أملس: نربط كل نقطة من متعددة التنوع بفضاء المماس لمتعددة التنوع في هذه النقطة. حزم المماس في الحالة العامة ليست حزم مبتذلة: مثلا حزمة المماس للكرة (من الدرجة الثانية) ليست مبتذلة وفق مبرهنة كرة هاري .Hairy ball theorem